# Schmalblättriger Klebsame
Der Schmalblättrige Klebsame (Pittosporum tenuifolium) ist eine Pflanzenart aus der Gattung der Klebsamen (Pittosporum) in der Familie der Klebsamengewächse (Pittosporaceae). Sie kommt in Neuseeland vor und ist dort bekannt als Tawhiwhi, Tarata, Tipau oder Kōhūhū.

## Beschreibung

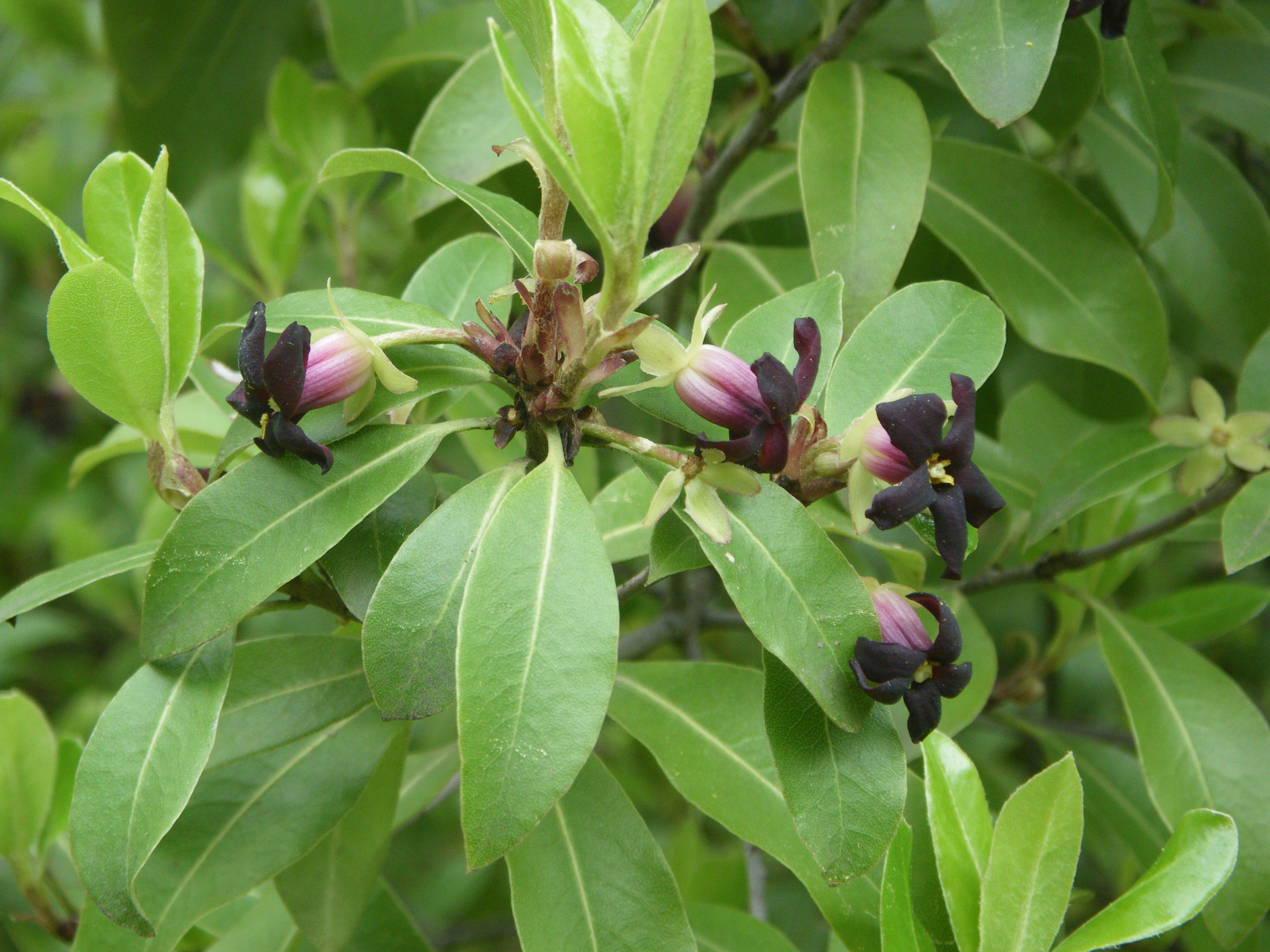
Zweig mit Laubblättern und Blüten

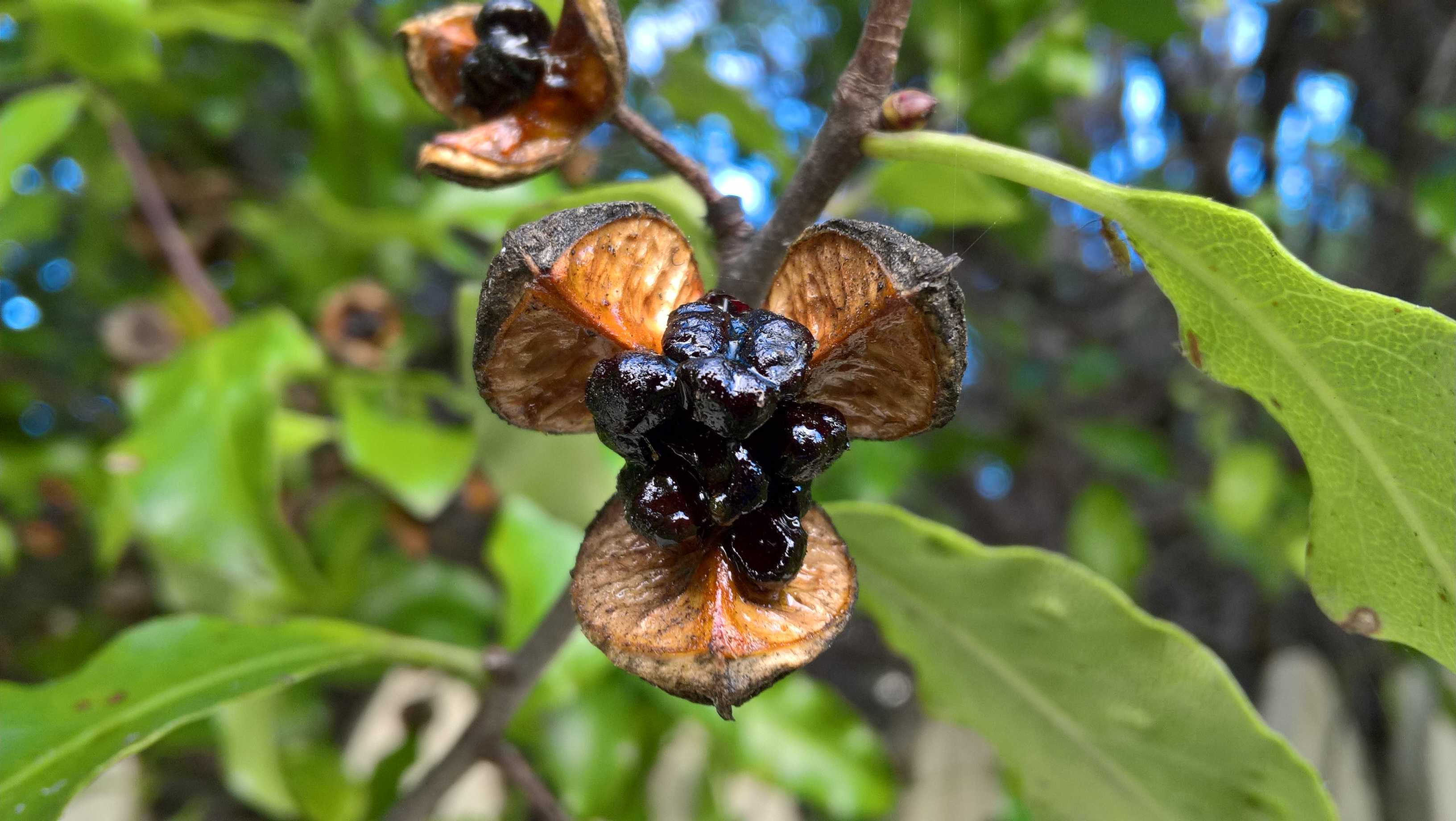
Reife offene Kapselfrucht

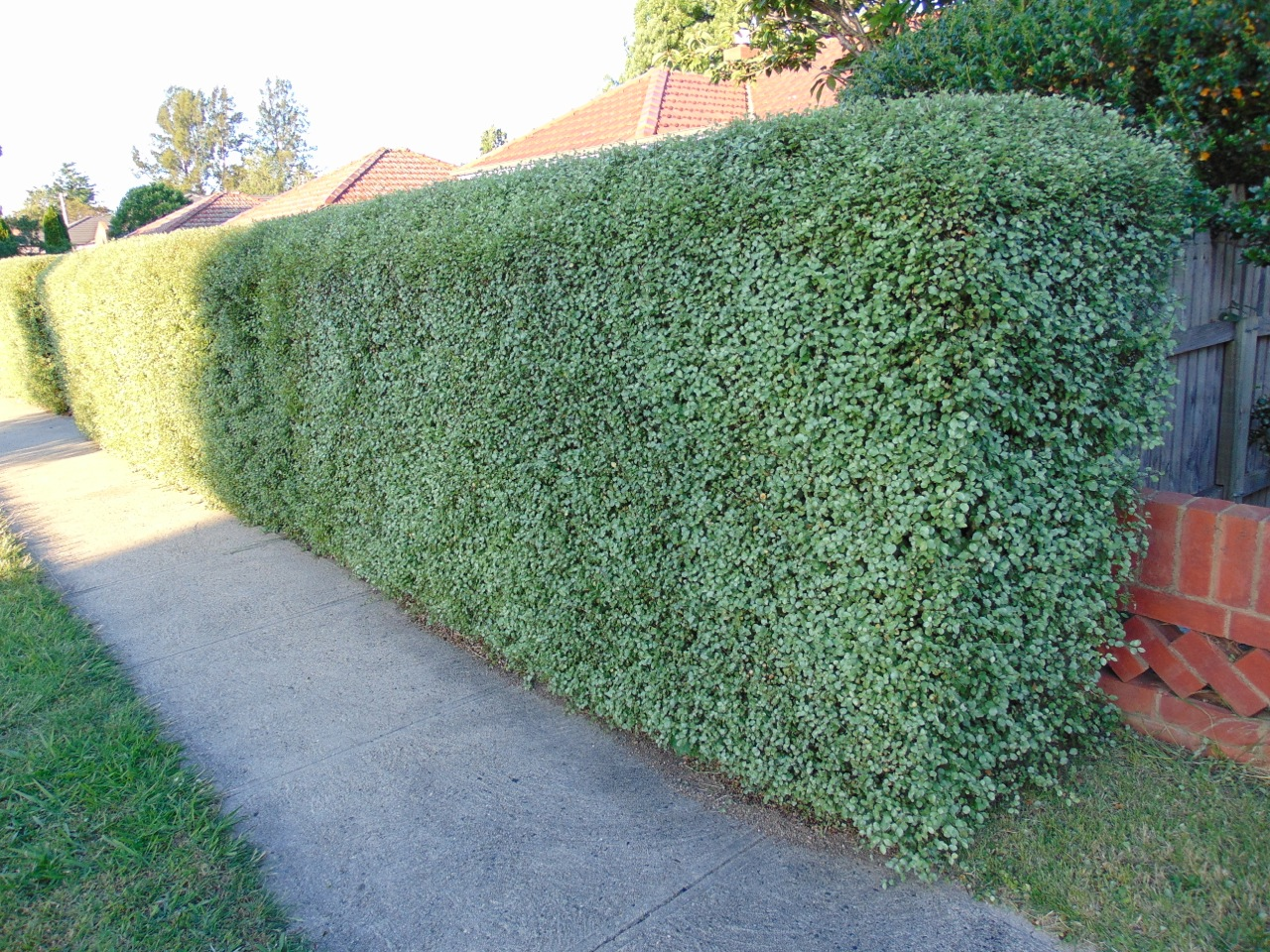
Als Hecke

### Vegetative Merkmale
Der Schmalblättrige Klebsame ist ein immergrüner Strauch oder Baum und erreicht Wuchshöhen von bis über 10 Metern. Der Stammdurchmesser erreicht über 35 Zentimeter. Die Borke ist glatt und mattgrau. Es wird eine eiförmige, reich verzweigte Krone ausgebildet. Die Rinde der Zweige ist dunkel purpurbraun. Die Pflanze führt ein aromatisches Gummiharz.
Die wechselständig angeordneten Laubblätter sind in Blattstiel und -spreite gegliedert. Der kurze Blattstiel ist rinnig. Die einfache, glänzende, relativ dünne, fast kahle, leicht ledrige, stumpfe bis spitze Blattspreite ist bei einer Länge von etwa 3–8 Zentimetern sowie einer Breite von etwa 1,5–3,5 Zentimetern eiförmig bis elliptisch oder verkehrt-eiförmig. Der ganze Blattrand ist leicht gewellt. Die Blattoberseite ist mittelgrün mit leicht eingeprägter, weißlicher Mittelader.

### Generative Merkmale
Es werden end- oder meist achselständige, wenigblütige Büschel gebildet oder die Büten erscheinen meist einzeln. Es sind jeweils mehrere, abfallende, schuppenförmige, dachige Tragblätter vorhanden. Die mit einem Durchmesser von 6 bis 7 Millimetern relativ kleinen, purpurnen bis dunkel purpurfarbenen, glockenförmigen Blüten sind wegen ihrer sehr dunklen Färbung unauffällig und duften. Die kurz gestielten bis sitzenden, fünfzähligen Blüten sind zwittrig oder funktionell eingeschlechtlich mit doppelter Blütenhülle. Die fast klappigen, spreizenden und eiförmigen Kelchblätter sind außen schwach behaart. Die klappigen, verkehrt-eilanzettlichen Petalen sind im unteren Teil aufrecht, gelb bis purpur oder rötlich und oben mit ausladenden, dunkel-purpurnen Spitzen, Lappen. Die Staubblätter mit dicken Staubfäden sind kurz und knapp eingeschlossen. Der behaarte, dreikammerige Fruchtknoten ist oberständig mit kurzem, dickem Griffel und gelappter bis ganzer Narbe. Es sind Nektarien vorhanden.
Die bei Reife kleine, grauschwarze, zwei- bis meist dreiklappige, rundliche bis eiförmige, holzige, mehr- bis vielsamige Kapselfrucht ist etwa 1,1–1,3 Zentimeter groß mit dicken Klappen. Die Samen sind von einer schwärzlichen, klebrigen und fleischigen Samenschale (Myxotesta, Sarkotesta, Arillus) umhüllt.
Die Chromosomenzahl beträgt 2n = 24.

## Taxonomie
Die Erstveröffentlichung erfolgte 1788 durch den deutschen Botaniker Joseph Gärtner in De Fructibus et Seminibus Plantarum … 1, S. 286, Tafel 59, Figur 7.

## Inhaltsstoffe
Wichtige Inhaltsstoffe sind Saponine.

## Vorkommen
Die Heimat des Schmalblättrige Klebsamens liegt auf der Nord- und der Südinsel von Neuseeland. Er wächst dort in den Küstenregionen und den niedrigeren Gebirgszonen bis auf Höhenlagen von etwa 900 Metern.
In Australien ist Pittosporum tenuifolium ein Neophyt. In Mitteleuropa ist sie nicht winterhart. In weiten Teilen der Britischen Inseln gedeiht sie im Freien; sie wird dort oft als Hecke gepflanzt.

## Zuchtformen
Der Schmalblättrige Klebsame wird als Zierpflanze kultiviert. Hierfür sind viele Sorten ausgelesen worden. Viele Sorten haben panaschierte Blätter. Hier eine Auswahl:

### Formen mit panaschierten Blättern mit gelbem Blattzentrum
- 'Abbotsbury Gold': Gewellte Blattränder, dunkelgrün im Winter
- 'Eila Keightley' (Syn.: 'Sunburst'): Sehr breite Blätter mit leicht gewellten Blatträndern
- 'Essex': Gewellte Blattränder ähnlich 'Abbotsbury Gold', aber hellere Blattfärbung
- 'Golden Princess': Stark gewellte Blattränder, hellgelber zentraler Fleck auf dem Blatt, der mit der Zeit nachgrünt
- 'Gold Star': Leicht gewellte Blattränder, rote Zweige
- 'Limelight': Blattränder flach; große zwittrige Blüten; braungrüne Zweige
- 'Loxhill Gold': Gewellte Blattränder; ähnlich 'Tresederi', aber mit dunkleren Blättern; Zweige braun
- 'Margaret Turnbull': Gewellte Blattränder; wahrscheinlich handelt es sich um eine Hybride von Pittosporum colensoi.
- 'Stirling Gold': Kleine Blätter mit gewelltem Rand; Zweige purpurfarben
- 'Tandara Gold': Sehr kleine Blätter mit leicht gewelltem Rand; braune Zweige
- 'Tresederi': Blattränder gewellt, braune Zweige; ähnlich der Form 'Abbotsbury Gold', aber mit schmaleren Blättern.

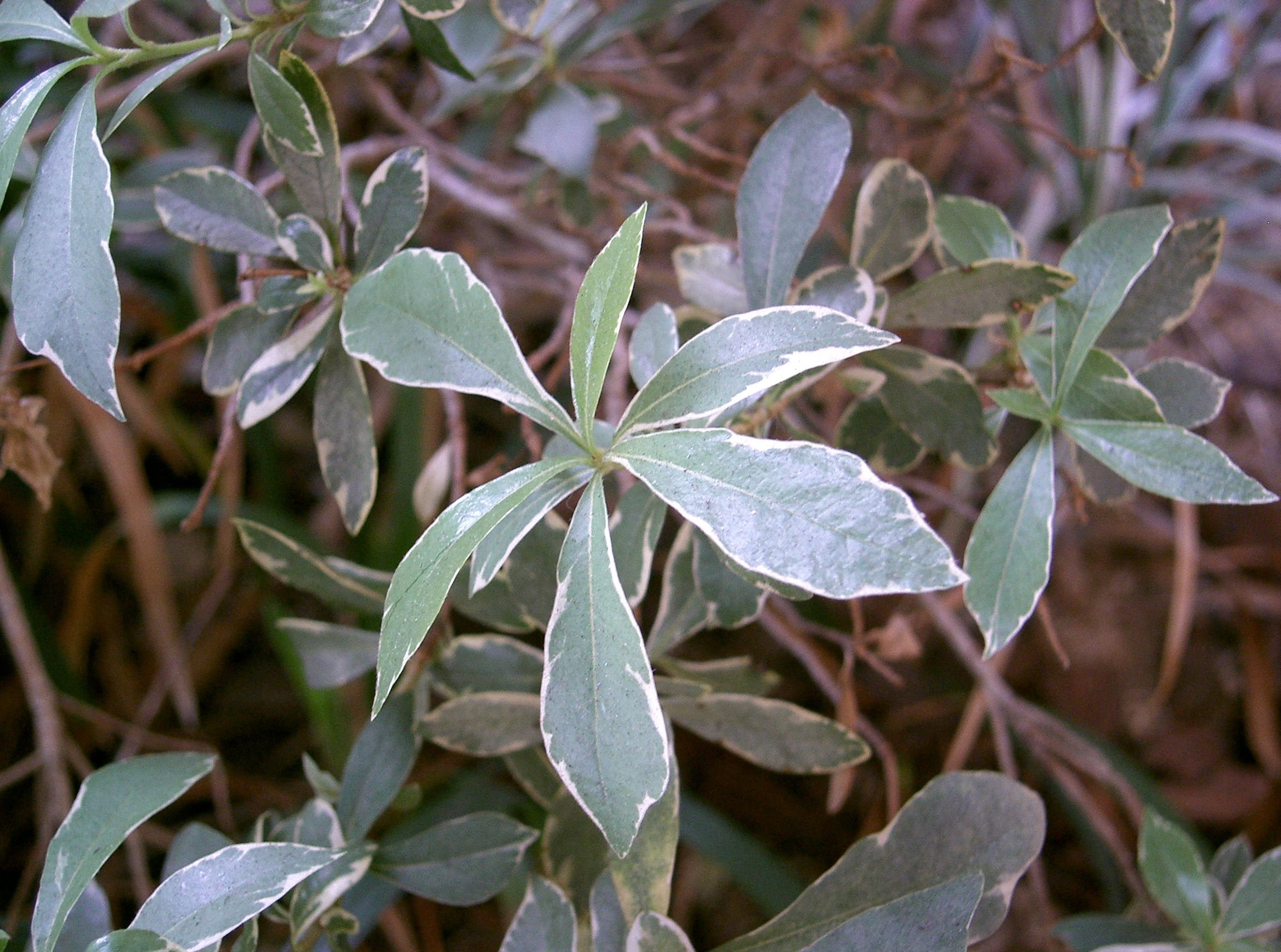
Schmalblättriger Klebsame (Pittosporum tenuifolium 'Variegata')

### Formen mit panaschierten Blatträndern
- 'Bicton Silver': Hellgrüne Blätter mit flachem Rand, Blattrand silbrig-weiß
- 'Deborah': Kleine Blätter mit nahezu ungewelltem Rand; Blattrand cremegelb
- 'Elizabeth': Graugrüne Blätter mit flachem Rand, Blattrand weißgefleckt, rosa im Winter
- 'Garnettii': Breite graugrüne Blätter mit flachem, weißem Blattrand
- 'Katie': Kleine Blätter mit leicht gewelltem Rand, Blattrand weiß
- 'Marjory Channon': Blätter mit ungewelltem Rand; ähnlich der Form 'Silver Queen', aber mit kleineren Blättern
- 'Mystery': Blätter mit ungewelltem, weißem Rand; diese Form wird häufig unter dem Namen 'Variegatum' angeboten; grüne Zweige
- 'Saundersii': Graugrüne Blätter mit ungewelltem weißem Blattrand
- 'Silver Magic': Kleine Blätter, am Rand nahezu ungewellt; Blattrand cremegelb mit rosa Flecken
- 'Silver Queen': Graugrüne Blätter mit ungewelltem, weißem Rand
- 'Wendle Channon': Kleine bis mittelgroße Blätter, am Rand leicht gewellt; Blattrand cremegelb

### Formen mit weißen Flecken in der Panaschierung
- 'Irene Paterson': Blätter weiß gesprenkelt mit gewelltem Blattrand; rotbraune Zweige

### Formen mit grünen, nicht panaschierten Blättern
- 'Arundel Green': Elliptische, am Rand gewellte Blätter; Zweige rot
- 'County Park Green': Blattränder gewellt; zwergwüchsige Form
- 'Craxten': Blätter dunkelgrün mit gewelltem Blattrand; purpurfarbene Zweige
- 'Crinkles': Dunkelgrüne Blätter mit gewelltem Blattrand; kleine Pflanze
- 'Dixie': Kleine graugrüne Blätter mit leicht gewelltem Blattrand
- 'French Lace': Graugrüne Blätter mit gewelltem Blattrand
- 'Green Elf': Gewellter Blattrand, zwergwüchsig
- 'Humpty Dumpty': Kleine Blätter mit leicht gewelltem Blattrand, zwergwüchsig
- 'James Stirling': Kleine graugrüne Blätter mit leicht gewelltem Blattrand
- 'Mount Cook': Dunkelgrüne Blätter, mehr oder weniger ungewellte Blattränder
- 'Silver Princess': Graugrüne Blätter mit gewelltem Blattrand
- 'Silver Sheen': mehr oder weniger ungewellte Blattränder; Zweige dunkel purpurrot
- 'Tiki': Kleine Blätter mit ungewelltem Rand; junge Zweige grün

### Rotblättrige, unpanaschierte Formen
- 'County Park Dwarf': Blattrand gewellt, zwergwüchsig
- 'Dark Delight': Blattrand gewellt, hochwüchsige Pflanze mit kleineren Blättern als bei der Form 'Purpureum'
- 'Nutty’s Leprechaun': Blattrand gewellt; niederliegender Wuchs
- 'Purple Princess': Blattrand gewellt; hochwüchsige, stets weibliche Form
- 'Purpureum': Blattrand gewellt; hochwüchsige, stets männliche Form
- 'Tom Thumb': Blattrand gewellt; zwergwüchsig

### Gelbblättrige einfarbige Formen
- 'Peter Pan': Gelbgrüne Blätter mit gewelltem Blattrand; zwergwüchsig
- 'Warnham Gold': Goldgelbe Blätter mit gewelltem Blattrand; Blattfarbe auch im Winter intensiv

## Verwendung
Das Holz ist hart und schwer aber nicht beständig. Es wird für einige Anwendungen genutzt, es sind aber nur kleine Mengen verfügbar.
Das Gummiharz kann zum Kauen verwendet werden. Die Pflanze kann auch als Hecke genutzt werden.